# Снежненское сельское поселение (Хабаровский край)
Снежненское се́льское поселе́ние — муниципальное образование в Комсомольском районе Хабаровского края Российской Федерации. 
Образовано в 2004 году.
Административный центр — посёлок Снежный.

## Население
| 2010  | 2011  | 2012  | 2013  | 2014  | 2015  | 2016  |
| ----- | ----- | ----- | ----- | ----- | ----- | ----- |
| 1906  | ↗1921 | ↘1888 | ↘1853 | ↘1805 | ↘1763 | ↘1741 |
| 2017  | 2018  | 2019  | 2020  | 2021  |       |       |
| ↘1715 | ↘1689 | ↘1671 | ↘1642 | ↘1578 |       |       |

## Населённые пункты
В состав поселения входят 2 населённых пункта:
| № | Населённый пункт | Тип             | Население |
| - | ---------------- | --------------- | --------- |
| 1 | Пони             | посёлок станции | ↘0        |
| 2 | Снежный          | посёлок         | ↘1578     |